# Hành chính Việt Nam thời Bắc thuộc lần 1
Tùy theo quan điểm của các sử gia, thời kỳ Bắc thuộc lần 1 của Việt Nam kéo dài ít nhất là 150 năm và lâu nhất là 246 năm (xem bài Bắc thuộc lần 1). Việc xem xét hành chính Việt Nam thời Bắc thuộc lần 1 được các nhà nghiên cứu Việt Nam chủ yếu dựa theo cuốn sách cổ về địa lý của Trung Quốc là Thủy kinh chú (chữ Hán: 水經注) để phân tích và xác định địa giới chi tiết của các đơn vị hành chính quận, huyện.

## Khái quát
Với những quan điểm khác nhau, thời Bắc thuộc lần 1 có thể gồm 2 triều đại cai trị là nhà Triệu và nhà Hán hoặc chỉ có nhà Hán.
Theo sử sách, Triệu Đà chia lãnh thổ Âu Lạc cũ làm hai quận (郡) là Giao Chỉ (交阯 hoặc 交趾) và Cửu Chân (九真). Bên dưới cấp quận không có đơn vị hành chính khác. Vì vậy, việc xem xét các đơn vị hành chính Việt Nam trong thời Bắc thuộc lần 1 chủ yếu là hành chính thời thuộc Tây Hán và những năm đầu thuộc Đông Hán, gồm 150 năm (111 TCN – 39), dù thời Bắc thuộc lần 1 có tính thời gian cai trị của nhà Triệu hay không.
Nhà Hán đánh chiếm Nam Việt năm 111 TCN, chia lãnh thổ Nam Việt làm 6 quận là: Nam Hải (南海), Hợp Phố (合浦) (Quảng Đông ngày nay), Thương Ngô (蒼梧), Uất Lâm (鬱林) (Quảng Tây), Giao Chỉ, Cửu Chân (miền Bắc Việt Nam), đồng thời lập thêm 3 quận mới là: Chu Nhai (珠崖), Đạm Nhĩ (儋耳) (đảo Hải Nam) và Nhật Nam (日南). Riêng đối với quận Nhật Nam, khi Lộ Bác Đức (路博德) đánh bại nhà Triệu, lãnh thổ Nam Việt chưa bao gồm quận Nhật Nam (từ Quảng Bình tới Bình Định, đầu địa giới Phú Yên). Quận Nhật Nam chỉ hình thành sau khi các quan cai trị bộ Giao Chỉ người Hán tiến xuống phía nam quận Cửu Chân thu phục các bộ tộc phía Nam dãy Hoành Sơn. Ba quận thuộc lãnh thổ Việt Nam hiện nay là Giao Chỉ, Cửu Chân và Nhật Nam.
Năm 106 TCN, Hán Vũ Đế đặt bộ Giao Chỉ, thống suất bảy quận ở lục địa, trị sở đặt tại quận Giao Chỉ là quận lớn và quan trọng nhất.
Trong bộ Giao Chỉ, đơn vị hành chính liền kề là quận, dưới quận là các huyện.

## Các đơn vị hành chính

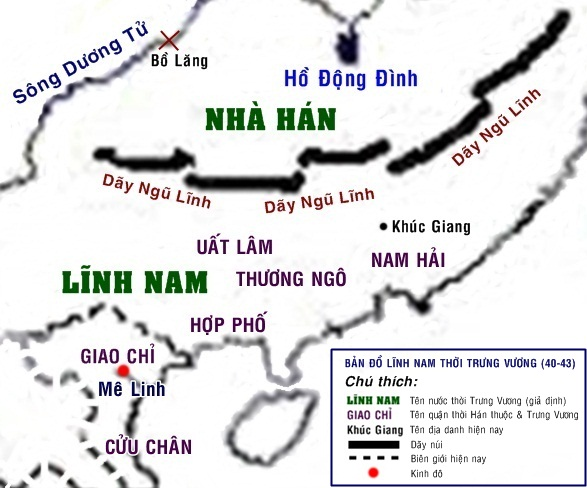
Vị trí các quận trực thuộc bộ Giao Chỉ trên đất Lĩnh Nam, bao gồm: Nam Hải, Uất Lâm, Thương Ngô, Hợp Phố, Giao Chỉ, Cửu Chân

### Quận Nam Hải
Quận Nam Hải thời Hán gồm có 6 huyện: Phiên Ngung (番禺), Trung Túc (中宿), Bác La (博羅), Long Xuyên (龍川), Tứ Hội (四會), Yết Dương (揭陽) với 19.613 hộ - 94.253 người.
Nam Hải được xác định vị trí bao trùm tỉnh Quảng Đông và phần đất phía đông nam tỉnh Quảng Tây, Trung Quốc hiện nay.
Quận trị Nam Hải đặt tại huyện Phiên Ngung, nay là thành phố Quảng Châu, tỉnh Quảng Đông, Trung Quốc.

### Quận Uất Lâm
Quận Uất Lâm thời Hán gồm có 12 huyện: Bố Sơn (布山), An Quảng (安廣), Hà Lâm (河林), Quảng Đô (廣都), Trung Lưu (中留), Quế Lâm (桂林), Đàm Trung (譚中), Lâm Trần (臨塵), Định Chu (定周), Lĩnh Phương (領方), Tăng Thực (增食), Ung Kê (雍雞) với 12.415 hộ - 71.162 người.
Uất Lâm thời Hán được xác định vị trí là từ các địa cấp thị Nam Ninh, Bách Sắc đến đại bộ phận Liễu Châu, phía bắc Ngọc Lâm, phía đông và phía nam Hà Trì đều thuộc Quảng Tây.
Quận trị Uất Lâm đặt tại huyện Bố Sơn, nay là địa cấp thị Quý Cảng thuộc Khu tự trị dân tộc Choang Quảng Tây, Trung Quốc.

### Quận Thương Ngô
Quận Thương Ngô thời Hán gồm có 10 huyện: Quảng Tín (廣信), Tạ Mộc (謝沐), Cao Yếu (高要), Phong Dương (封陽), Lâm Hạ (臨賀), Đoan Khê (端谿), Phùng Thừa (馮乘), Phú Xuyên (富川), Lệ Phổ (荔浦), Mãnh Lăng (猛陵) với 24.379 hộ - 146.160 người.
Thương Ngô thời Hán được xác định vị trí tương đương với khu vực dãy núi Đô Bàng tỉnh Quảng Tây, phía đông núi Đại Dao, địa cấp thị Triệu Khánh tỉnh Quảng Đông, phía tây huyện cấp thị La Định, huyện Giang Vĩnh tỉnh Hồ Nam, phía nam huyện Giang Hoa, huyện Đằng tỉnh Quảng Tây, phía bắc thành phố cấp huyện Tín Nghi tỉnh Quảng Đông.
Quận trị Thương Ngô đặt tại huyện Quảng Tín, nay là thành phố Ngô Châu, tỉnh Quảng Tây hoặc huyện Phong Khai thuộc địa cấp thị Triệu Khánh, tỉnh Quảng Đông, Trung Quốc.

### Quận Hợp Phố
Quận Hợp Phố thời Tây Hán gồm có 5 huyện: Từ Văn (徐聞), Cao Lương (高涼), Hợp Phố (合浦), Lâm Doãn (臨允), Chu Lô (硃盧) với 15.398 hộ - 78.980 người. Thời Đông Hán gồm 5 huyện: Hợp Phố (合浦), Từ Văn (徐聞), Cao Lương (高涼), Lâm Nguyên (臨元), Chu Nhai (朱崖) với 23.121 hộ - 86.617 người.
Hợp Phố được xác định vị trí là vùng duyên hải vịnh Bắc Bộ tỉnh Quảng Tây và địa cấp thị Trạm Giang tỉnh Quảng Đông.
Quận trị Hợp Phố đặt tại huyện Từ Văn, nay là thành phố cấp huyện Lôi Châu thuộc địa cấp thị Trạm Giang, tỉnh Quảng Đông, Trung Quốc.

### Quận Giao Chỉ

#### Vị trí, dân số
Quận Giao Chỉ thời Hán được xác định vị trí là đất Bắc Bộ Việt Nam và một phần phía tây nam tỉnh Quảng Tây (Trung Quốc) hiện nay (từ sông Uất hay Tây Giang về phía nam), trừ đi những phần đất sau:
1. Góc miền núi tây bắc ngoài phạm vi thống trị của nhà Hán.
2. Góc tây nam Ninh Bình thuộc về huyện Vô Công, quận Cửu Chân
3. Vùng duyên hải từ tỉnh Thái Bình đến huyện Kim Sơn tỉnh Ninh Bình khi đó chưa được bồi đắp thành đất liền (vẫn là biển)[5].

Theo Hán thư, quận Giao Chỉ thời Hán có 92.440 hộ - 746.237 người.

#### Các huyện
Quận Giao Chỉ gồm có 10 huyện theo Đào Duy Anh như sau:
1. Luy Lâu (羸婁 hoặc 羸𨻻 hoặc 𨏩𨻻): hoặc Liên Lâu, tương đương phần lớn tỉnh Bắc Ninh.
2. Long Biên (龍編): tương đương gồm trung tâm Hà Nội và các huyện Hoài Đức, Thường Tín (Hà Nội), Khoái Châu (Hưng Yên), huyện Thuận Thành, huyện Quế Võ và Yên Phong tỉnh Bắc Ninh trở lên phía bắc, bao gồm cả các tỉnh Bắc Kạn, Thái Nguyên, Lạng Sơn, Cao Bằng và một phần phía tây nam tỉnh Quảng Tây, Trung Quốc. (quan điểm của Đinh Văn Nhật [9] cho Long Uyên ở Bắc Giang và vùng núi đông bắc, ngăn cách với Cổ Loa (Tây Vu) bởi Lãng Bạc và không có Hà Nội).
3. Mê Linh (麊泠 hoặc 麋泠): gồm khu vực tây bắc tỉnh Vĩnh Phúc, tây bắc tỉnh Hà Tây cũ và tỉnh Yên Bái. (quan điểm của Đinh Văn Nhật [9] cho rằng Mê Linh không có Vĩnh Phúc (Tây Vu) và thôn Hạ Lôi cùng suối Kim Khê (Cổ Lôi Trang) đều ở Thạch Thất. Mê Linh nằm ở hữu ngạn sông Lô và sông Hồng gồm Phú Thọ, Hòa Bình và vùng Sơn Tây. Đây là trung tâm của nhà nước Văn Lang thời Hùng Vương với cư dân bản địa là người Mường, có mối quan hệ gần nhất với người Kinh. Theo giáo sư Trần Quốc Vượng [10], Mê Linh gốc tiếng Mường là M'linh có nghĩa là "Con chim lớn" theo quan niệm tổ tiên là các loài chim của Mo Mường và sử thi Đẻ đất đẻ nước)
4. Tây Vu (西于): tương đương tỉnh Vĩnh Phúc, Phú Thọ, phía bắc Hà Tây cũ và Hòa Bình. (quan điểm của Đinh Văn Nhật [9] không có Phú Thọ, Hà Tây, Hòa Bình do trùng lặp với Mê Linh mà có thêm Thái Nguyên, Tuyên Quang đều ở tả ngạn sông Lô và sông Hồng. Trung tâm của Tây Vu là thành Cổ Loa của Thục Phán và nhóm người Tày - Thái chiếm đa số)
5. Chu Diên (朱鳶): tương đương phía nam tỉnh Hà Tây cũ, huyện Lương Sơn tỉnh Hòa Bình và tỉnh Hà Nam (quan điểm của Đinh Văn Nhật [9] là vùng đất giữa sông Hồng và sông Đáy, gồm cả trung tâm Hà Nội và vùng đầm lầy Hưng Yên)
6. An Định (安定): tương đương miền Hải Dương và Hưng Yên, ở giữa sông Thái Bình và sông Hồng.
7. Câu Lậu (苟漏 hoặc 笱屚 hoặc 句屚): tương đương tỉnh Nam Định và Ninh Bình, không kể vùng đông nam Nam Định và phía nam Ninh Bình lúc đó vẫn là biển, chưa được bồi đắp
8. Khúc Dương (曲昜): tương đương huyện Kinh Môn tỉnh Hải Dương, huyện Đông Triều và Quảng Yên tỉnh Quảng Ninh trải lên phía bắc tới vùng Khâm châu thuộc Quảng Tây, Trung Quốc.
9. Bắc Đái (北帶): tương đương huyện Yên Dũng tỉnh Bắc Giang và huyện Chí Linh tỉnh Hải Dương.
10. Kê Từ (稽徐): tương đương huyện Lạng Giang và huyện Lục Ngạn tỉnh Bắc Giang (quan điểm của Đinh Văn Nhật [9] cho là vùng Hải Phòng, Quảng Ninh, nơi có cửa biển Bạch Đằng)

Quận trị Giao Chỉ lần lượt đặt ở Mê Linh, Luy Lâu và Quảng Tín.

Bản đồ các huyện của Giao Chỉ thời Hai Bà Trưng, vẽ bởi nhà nghiên cứu Đinh Văn Nhật, Tạp chí Nghiên cứu Lịch sử, Số 252 (Tháng 5/1990), 64-70. Viện Khoa học Xã hội Việt Nam.

### Quận Cửu Chân

#### Vị trí, dân số
Quận Cửu Chân thời Hán được xác định vị trí từ góc tây nam tỉnh Ninh Bình đến tỉnh Hà Tĩnh hiện nay.
Quận Cửu Chân thời Hán có 35.743 hộ - 166.013 người.

#### Các huyện
Quận trị Cửu Chân được xác định ở huyện Tư Phố. Cửu Chân gồm có bảy huyện như sau: 
1. Vô Thiết (無切): tương đương với Nho Quan, Yên Khánh tỉnh Ninh Bình hiện nay.
2. Vô Biên (無編): tương đương huyện Vĩnh Lộc, Thạch Thành tỉnh Thanh Hóa
3. Tư Phố (胥浦): địa bàn tương đương huyện Thiệu Hóa, Thọ Xuân, Tĩnh Gia tỉnh Thanh Hóa và bắc Diễn Châu tỉnh Nghệ An
4. Cư Phong (居風): tương đương phía tây nam tỉnh Thanh Hóa
5. Dư Phát (餘發): tương đương các huyện Nga Sơn và Hậu Lộc tỉnh Thanh Hóa
6. Đô Lung (都龐): tương đương vùng thượng lưu sông Mã
7. Hàm Hoan (咸驩 hoặc 咸懽 hoặc 鹹驩): tương đương Nghệ An và Hà Tĩnh, là huyện lớn nhất ở cực nam Cửu Chân. Trước khi mở đất Nhật Nam, đây là huyện cực nam trong vùng cai trị của nhà Hán.

### Quận Nhật Nam

#### Vị trí, dân số
Quận Nhật Nam do nhà Hán mở rộng xuống phía nam quận Cửu Chân, sau khi diệt Nam Việt. Quận Nhật Nam còn có tên là "Nhật Nam đình" (日南亭) trong 15 năm dưới thời nhà Tân (8-23) khi Vương Mãng tiến hành cải cách hành chính. Vị trí Nhật Nam thời Hán được xác định là từ Quảng Bình tới địa giới Bình Định, Phú Yên hiện nay.
Quận Nhật Nam thời Hán có 15.460 hộ - 69.485 người.

#### Các huyện
Quận trị Nhật Nam tại huyện Tây Quyển. Nhật Nam gồm có 5 huyện như sau:
1. Tây Quyển (西卷): vùng sông Gianh, bắc Quảng Bình.
2. Chu Ngô (硃吾): khoảng sông Thạch Hãn, tỉnh Quảng Trị.
3. Lư Dung (盧容): miền Thừa Thiên, lưu vực sông Hương và sông Bồ.
4. Tỷ Ảnh (比景): nam Quảng Bình, khoảng từ sông Nhật Lệ đến sông Bến Hải.
5. Tượng Lâm (像林): từ đèo Hải Vân đến mũi Đại Lãnh (tỉnh Phú Yên).

Bốn quận Hợp Phố, Thương Ngô, Uất Lâm và Nam Hải cũng thuộc nước Nam Việt thời nhà Triệu và trực thuộc bộ Giao Chỉ thời Tây Hán và Đông Hán nhưng lãnh thổ đều nằm bên ngoài Việt Nam hiện nay.

## Bộ máy cai trị
Triệu Đà chia lãnh thổ Âu Lạc cũ làm hai quận Giao Chỉ và Cửu Chân, trông coi hai quận này là hai viên quan Sứ đại diện cho triều đình Phiên Ngung, bao gồm: Điển sứ coi việc hành chính và Tả tướng coi việc quân sự.
Ở quận Quế Lâm, nhà Triệu đặt một viên quan Giám để trông coi. Sử cũ ghi nhận vị quan Giám cuối cùng của quận Quế Lâm là Cư Ông (居翁).
Khi chiếm Nam Việt đặt bộ Giao Chỉ, nhà Hán cử người đứng đầu là thứ sử (刺史) (như chức đứng đầu các châu tại Trung Quốc), phụ trách chung toàn bộ công việc của các quận trực thuộc. Tại từng quận, nhà Hán đặt một viên thái thú (太守) coi việc dân sự và một viên đô uý (都尉) coi việc quân sự. Tại các huyện, chế độ lạc tướng cha truyền con nối của người Việt vẫn được duy trì, nhà Hán "dùng tục cũ để cai trị".